# Reményi hangszertelep
A Reményi hangszertelep 1890-ben Reményi Mihály által alapított hangszerkészítő és hangszerkereskedő cég volt. Hat évtizeden át, 1951-ig működött a budapesti Király utcában. A cég munkájába idővel bekapcsolódtak fiai is, és nemzetközileg is ismert hegedűkészítő dinasztia alakult ki a vállalkozás keretei között. 1959-ben a család egyes tagjai emigráltak Kanadába, Torontóba. Megalapították a Remenyi House of Music Ltd. nevű, főleg hangszerkereskedelemmel foglalkozó céget. Őrzik magyarországi örökségüket, amit 2017-ben a magyar állam kitüntetéssel ismert el.

## Története

### Reményi hangszertelep
A Reményi hangszertelepet Reményi Mihály alapította Budapesten 23 évesen. Első üzletét a Koronaherceg utca 7. szám alatt nyitotta meg, de fél év múlva a Király utca 44. alá költözött. 1905-ben az 58-as számú házba települt, amit idővel kibővített a 60-as számú ingatlannal. A folyamatos gyarapodás következtében két évtized alatt egy többemeletes hangszeráruház alakult itt ki.
A cég főleg vonós hangszerek készítésével, valamint hangszerkereskedéssel, hangszerjavítással, húrkészítéssel foglalkozott. 1928-ban a vállalkozás vonós hangszerek, zongoraterem, harmóniumok, gramofonok (hangfelvétel-készítéssel együtt), dzsessz-hangszerek, szaxofonok, fafúvós- és rézfúvós hangszerek, cimbalmok és nagykereskedelmi osztályokból állt.
A cég 400 kötetes magyar és idegennyelvű szakirodalmi könyvtárat gyűjtött össze. A műhelybe került többszáz hangszerről pedig fotókat és leírásokat készítettek, ami által egyedülálló hazai szakmai katalógust hoztak létre. A könyv- és a dokumentumtár Erdély  Sándor (1931-2008) organológus, majd a Szentes testvérek tulajdonába került.
A cég létrehozott egy mesterhangszer-gyűjteményt is, amelyet rendszeresen bemutattak az Országos Kézműipari Tárlaton. A gyűjtemény a hangszerszakértést segítette, mivel általa közvetlenül tanulmányozhatták a régi vagy a külföldi mesterek munkáit. A gyűjteményben többek között Schweizer és Nemessényi vonósnégyese, Böhm, Engléder, Ferenczy, Leeb, Mönnig, Teufelsdorfer, Thier, Stoss és Zach hangszerei szerepeltek. A második világháború végén nyoma veszett a hangszereknek.
A cég 1902-től a Zeneművészeti Főiskola szállítója, majd házi hangszerkészítő műhelye lett. Kiváló kapcsolatban álltak Hubay Jenő hegedűművésszel és Popper Dávid csellóssal, a Zeneakadémia tanáraival. Aktívan részt vállaltak továbbá a IV-X. kerületi szűcsök, sapkások, kalaposok és hangszerkészítők vegyes ipartestületének munkájában is.
Gyári hangszereiket Reményi Mihály hangszertelepe feliratú címkékkel látták el.
A mesterhegedűket 200 éves fából készítették. Újításuk volt a „hangfokozó gerenda”, az átlátszó olajlakk használata, és az alumíniumból készült hangszertok. Ún. „quinttiszta” húrjaikat Burmester, majd Hubay néven hozták forgalomba.
1940-ben „rádióhegedűt” mutattak be Frankó Istvánnal és Szalacs Bélával együttműködve. A hangszer elektromos erősítésű „bothegedű” volt, azaz kezdetleges elektromos hegedű.
1951-ben államosították a céget, és a Reményieknek a Hajós utcai Hangszerszövetkezetben kellett folytatniuk a munkájukat.
Reményi Zoltán lánya, Reményi Zsuzsa hárfaművész az 1956-os forradalom idején Kanadába emigrált orvos férjével. Nem sokra rá, 1959-ben útlevelet kapott a család többi tagja, és odatelepültek ők is.

### Remenyi House
Torontóban Reményi Zoltán első sorban harmonikákat, dobokat és elektromos gitárokat forgalmazott, hogy meglovagolja a popzene divatja miatti növekvő keresletet. A cég az elsők között kezdett Kanadában japán hangszereket forgalmazni. A cég vezetését 1974-től Michael Remenyi látja el. Üzletét a zenei konzervatórium közelébe költöztette. A cég a gitárdömping miatt a klasszikus és a kézzel készített popzenei hangszerek eladását helyezte előtérbe. Mindeközben a magyar emigráció életében fontos szerepet töltöttek be, ők gondozzák Polgár Tibor zeneszerző hagyatékát.

## A dinasztia tagjai
Reményi Mihály (1867-1939) hegedülni tanult, 14 éves korától készült hegedűkészítőnek. Mesterei Bartek Ede (1852-1883), Bárány Dezső (1871-1942), Ferenczy Sándor (1859-1936), Pilát Pál (1860-1931) és id. Tanczer György (1855-?) voltak. Fiait (Lászlót és Zoltánt) idővel bevonta cége munkájába, és a neves dinasztia alapítója lett.
Reményi László (1895-1964) csellózott, a hegedűkészítést Magyarországon és külföldön tanulta. 1919-től volt társtulajdonos a cégben. Nemzetközi hírű hangszer-szakértővé vált, 1937-ben zsűrizett a Stradivari-kiállításon. 
Reményi Zoltán (1900-1974) zongorán és másféle hangszereken is tanult zenélni. Apjától 1916-1918 között tanulta a hegedűkészítést. Elvégezte a Kereskedelmi Akadémiát, és külföldi tanulmányutakon vett részt. 1921-től volt társtulajdonos a cégben, a kereskedelmi ügyekkel foglalkozott. 1959-ben emigrált Torontóba, és megalapította a Reményi House of Music Ltd.-t. A klasszikus hangszerek mellett elektronikus, pophangszerek árusításával is foglalkozott.
Michael Reményi (1947-) Zoltán fia. A Bartók Béla Konzervatóriumban tanult zongorázni, és Kertész Ottó növendékeként csellón is képezte magát. 1970-ben szerzett diplomát a Ryerson Polytechnic Egyetemen. A hegedűkészítést saját torontói műhelyében Kalfman Lajostól, illetve Padovában Luigi Lanaro mesternél tanulta. Tanulmányúton Angliában, Németországban, New York-ban és Chicagóban is járt. A Royal Conservatory of Music cselló szakán is tanult. 1970-től állt alkalmazásban apja üzletében, 1974-től annak vezetője. Cége 1975 és 1982 között újra kiadta a Reményi-díjat a Torontói Egyetem zenei karán. Munkásáságát 2017-ben Magyar Arany Érdemkereszt Polgári Tagozata kitüntetéssel ismerték el.
Mihály Zoltán Reményi (1983-) Torontóban született. Tanulmányait a Western Ontario University üzleti szakán (Ivy Business School) végezte. Zenei tanulmányokat csellón, klarinéton és szaxofonon folytatott. Részt vesz a cég vezetésében.

## A Reményi cég sikerei
- 1894 Milánó,
- 1894 Nápoly (aranyérem),
- 1895 Párizsi nemzetközi kiállítás (ezüstérem),
- 1896 Millenniumi kiállítás (érem és oklevél),
- 1900 Párizsi Világkiállítás (ezüstérem),
- 1907 Pécsi Országos Mezőgazdasági és Ipari kiállítás (ezüstérem és oklevél),
- 1910 Országos Papíros, Tanszer és Iskolaszer kiállítás, Budapest (emlékplakett),
- 1925 Országos Kézművesipari Tárlat (ezüst koszorú),
- 1926 Országos Kézművesipari Tárlat (aranyérem).

Reményi emellett 1926-ban kiállított Philadelphiában a nemzetközi kiállítás magyar iparművészeti csoportjában.

## Reményi-díj
A cég 1903 és 1950, valamint 1975 és 1982 között Reményi-díjat (The Reményi Award competition) biztosított tehetséges hegedűsöknek, ami rendkívüli elismerést jelentett a maga idejében.